# Skibe mod nord II
|  | Denne artikel er oprettet af botten PalnaBot ud fra en ekstern database. Den kan derfor have sproglige fejl eller mangler. Denne skabelon kan fjernes efter kontrol af indholdet. |

Skibe mod nord II er en dokumentarfilm fra 1964 instrueret af Ib Dam efter manuskript af Hans Hansen.

## Handling
Den danske flådes fiskeriinspektionsskibe ved Grønland bygges og piloter til skibenes helikoptere trænes.